# نگار جمال
نگار جمال (به ترکی آذربایجانی: Nigar Camal) ‏ متولد ۷ سپتامبر ۱۹۸۰; باکو, آذربایجان) خواننده آذربایجانی است که از سال ۲۰۰۵ در انفیلد، لندن انگلستان زندگی می‌کند سبک جمال شامل پاپ، آراندبی و سول است.

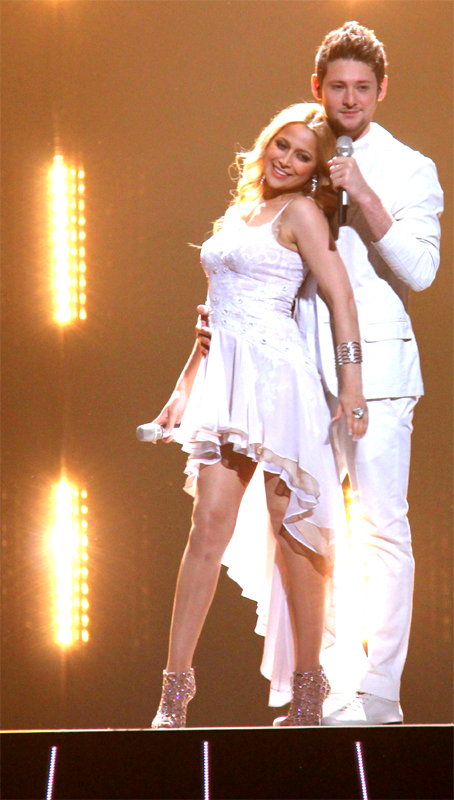
نگار (چپ) و الدار قاسم‌اف (راست)

شهرت وی بیش‌تر به خاطر رتبه اول در یوروویژن ۲۰۱۱ است. وی در مسابقه همراه با الدار قاسم‌اف گروه الدار و نگار را تشکیل داد و با ترانه ترسیده دوان به رتبه اول رسید